# Universidad de Zimbabue
La Universidad de Zimbabue (en inglés: University of Zimbabwe) es una de las instituciones educativas más prestigiosas de Zimbabue, así como la más antigua. Fue fundada en 1953 en Harare, la capital del país.
Cuenta con 90 profesores, 12.000 estudiantes de licenciatura y 1.000 de posgrado y consta de facultades.
La rivalidad entre la U-ZED y NUST (Bulawayo) es la más antigua e intensa e involucra tanto el aspecto académico como el deportivo, desde el equipo de remo hasta el de fútbol estadounidense, deporte inventado por un entrenador de dicha universidad.
- Datos: Q581954
- Multimedia: University of Zimbabwe / Q581954